# Bologna (Roms tunnelbana)
Bologna är en station på Roms tunnelbanas Linea B. Stationen är belägen i distriktet Nomentano i nordöstra Rom och togs i bruk i december 1990. Stationen är uppkallad efter Piazza Bologna.
Stationen Bologna har:
- Biljettautomater
- WC
- Rulltrappor
- Hissar

## Kollektivtrafik
- Busshållplats för ATAC

## Omgivningar
- Piazza Bologna
- Sant'Agnese fuori le Mura
- Santa Costanza
- Catacombe di Sant'Agnese
- Villa Torlonia
- Museo Casina delle Civette
- Catacombe di Villa Torlonia
- Casino Nobile
- Casino dei Principi
- Teatro Torlonia
- Serra moresca
- Villa Ricotti
- Sant'Ippolito